# Cyathea robusta
Cyathea robusta är en ormbunkeart som först beskrevs av Charles Moore och Joseph Maiden, och fick sitt nu gällande namn av Holtt. Cyathea robusta ingår i släktet Cyathea och familjen Cyatheaceae. Utöver nominatformen finns också underarten C. r. norfolkiana.

## Bildgalleri

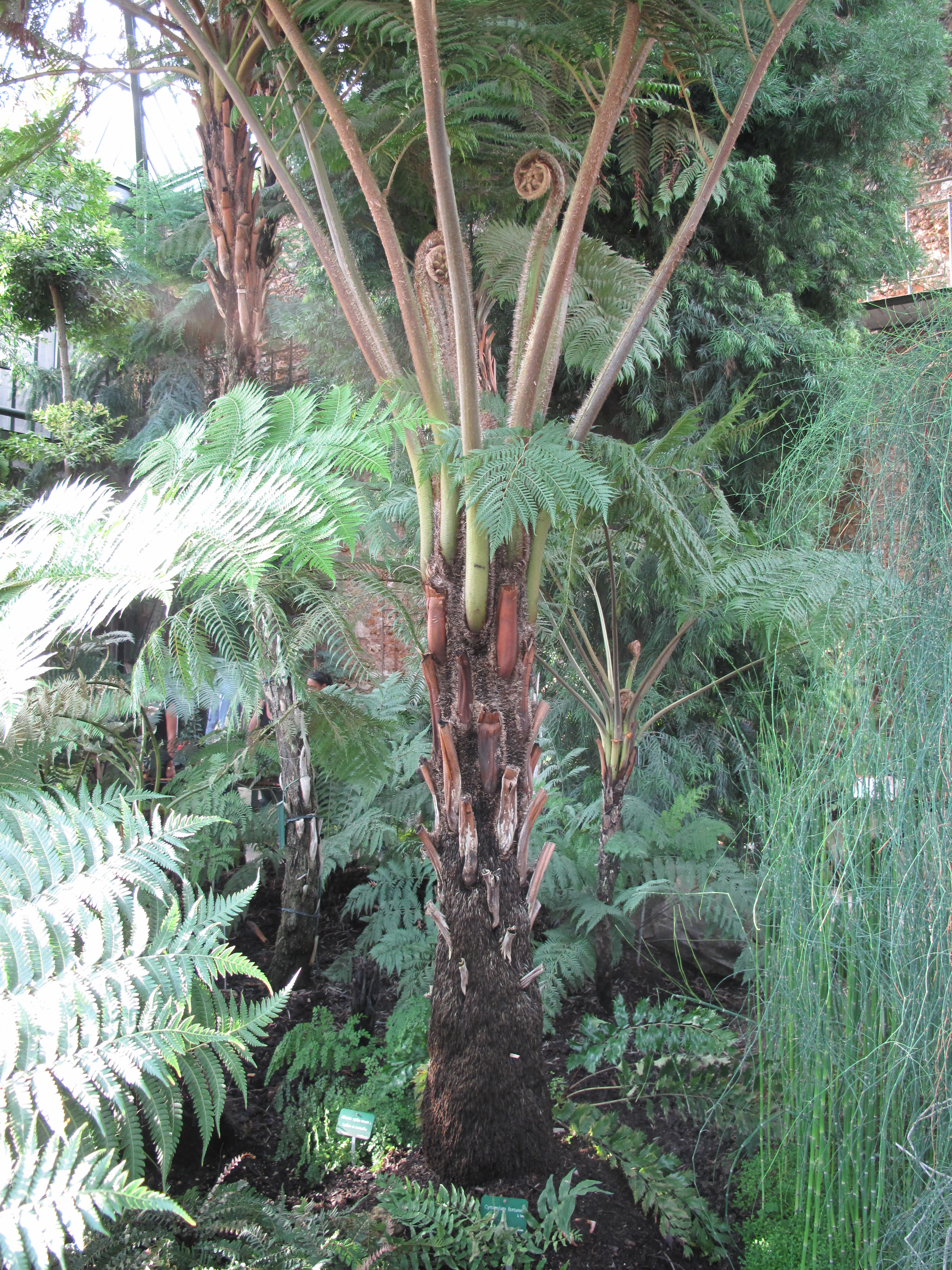